# Siloxerus
Siloxerus es un género de plantas con flores perteneciente a la familia de las asteráceas. Comprende 10 especies descritas y de estas, solo 4 aceptadas. Es originario de Australia.

## Taxonomía
El género fue descrito por Jacques Julien Houtton de La Billardière   y publicado en Novae Hollandiae Plantarum Specimen 2: 57. 1806. 	La especie tipo es: Siloxerus humifusus Labill.	

## Especies
A continuación se brinda un listado de las especies del género Siloxerus aceptadas hasta agosto de 2012, ordenadas alfabéticamente. Para cada una se indica el nombre binomial seguido del autor, abreviado según las convenciones y usos.
- Siloxerus filifolius (Benth.) Ostenf.
- Siloxerus humifusus Labill.
- Siloxerus multiflorus Nees
- Siloxerus pygmaeus (A.Gray) P.S.Short